# Franz-Josef Leikop
Franz-Josef Leikop (* 22. Juni 1942 in Paderborn) ist ein deutscher Politiker der CDU. Er war zunächst ehrenamtlicher und danach hauptamtlicher Landrat des Hochsauerlandkreises.

## Leben und Beruf
Leikop besuchte die Volksschule und absolvierte danach eine Landwirtschaftslehre. Anschließend erhielt er die Mittlere Reife und besuchte die Ingenieurschule. Nach dem erfolgreichen Abschluss als graduierter Ingenieur war er von 1966 bis 1967 bei einer Siedlungsgesellschaft tätig. Im Jahr 1967 studierte Leikop Pädagogik, Wirtschaftswissenschaften und Politik in Dortmund, Köln und Paderborn. Bis zur Wahl 1995 zum hauptamtlichen Landrat war er als Berufsschullehrer tätig. Leikop wohnt in Brilon.

## Politische Laufbahn
Seit 1968 ist Leikop Mitglied der CDU. Er war zunächst engagiert in der Jungen Union und dort mehrere Jahre Kreisvorsitzender, Bezirksvorsitzender und Mitglied im Landesvorstand. Von 1975 bis 1992 war er Ortsvereinsvorsitzender des CDU-Ortsverbandes Brilon und Mitglied des Rates der Stadt Brilon, von dort von 1979 bis 1984 stellvertretender Bürgermeister.
1975 wurde Leikop in den Kreistag des Hochsauerlandkreises gewählt und hier von 1984 bis 1991 Fraktionsvorsitzender der CDU-Fraktion. Am 10. Dezember 1991 wurde er ehrenamtlicher Landrat und mit der Kommunalreform in NRW am 1. Mai 1995 hauptamtlicher Landrat. Von November 1999 bis September 2002 stand Franz-Josef Leikop als Präsident dem Landkreistag Nordrhein-Westfalen vor. Auch in Berlin engagierte er sich von Dezember 2000 bis November 2003 als Vizepräsident des Deutschen Landkreistages. Im Jahr 2005 trat Leikop als Landrat aus Altersgründen zurück. Als Dank für seine besonderen Verdienste verlieh ihm der Kreistag den Titel Ehrenlandrat des Hochsauerlandkreises und zeichnete ihn am 18. Februar 2005 mit dem Ehrenring aus.